# Panot Wiriyakul
Panot Wiriyakul (thailändisch ปณต วิริยะกุล; * 3. März 2004) ist ein thailändischer Fußballspieler.

## Karriere
Panot Wiriyakul erlernte das Fußballspielen in der Schulmannschaft der Khon Kaen Sports School in Khon Kaen. Seinen ersten Vertrag unterschrieb er im Juli 2022 beim Drittligisten Mahasarakham SBT FC. Mit dem Verein aus Maha Sarakham spielte er in der North/Eastern Region der Liga. Am Ende der Saison 2022/23 feierte er mit dem Verein die Meisterschaft der Region. In den Aufstiegsspielen zur zweiten Liga konnte man sich jedoch nicht durchsetzen. Die Saison 2023/24 feierte er mit Mahasarakham die Vizemeisterschaft und den Aufstieg in die zweite Liga. Nach dem Aufstieg wurde sein Vertrag verlängert. Sein Zweitligadebüt gab Wiriyakul am 22. Dezember 2024 (17. Spieltag) im Auswärtsspiel gegen den Kanchanaburi Power FC. Bei dem 3:2-Auswärtserfolg wurde er in der 82. Minute für Nattapon Thaptanon eingewechselt.

## Erfolge
Mahasarakham SBT FC
- Thai League 3 – North/East: 2022/23